# Dumitru Manea
Dumitru Manea (n. 27 iunie 1956) este un senator român, ales în 2024 din partea SOS. 